# Anisoplia austriaca
 Anisoplia austriaca là một loài bọ cánh cứng trong họ Scarabaeidae, đây là loài gây hại cho mùa màng. Nó có cơ thể dài 12–16 mm.

## Hình ảnh

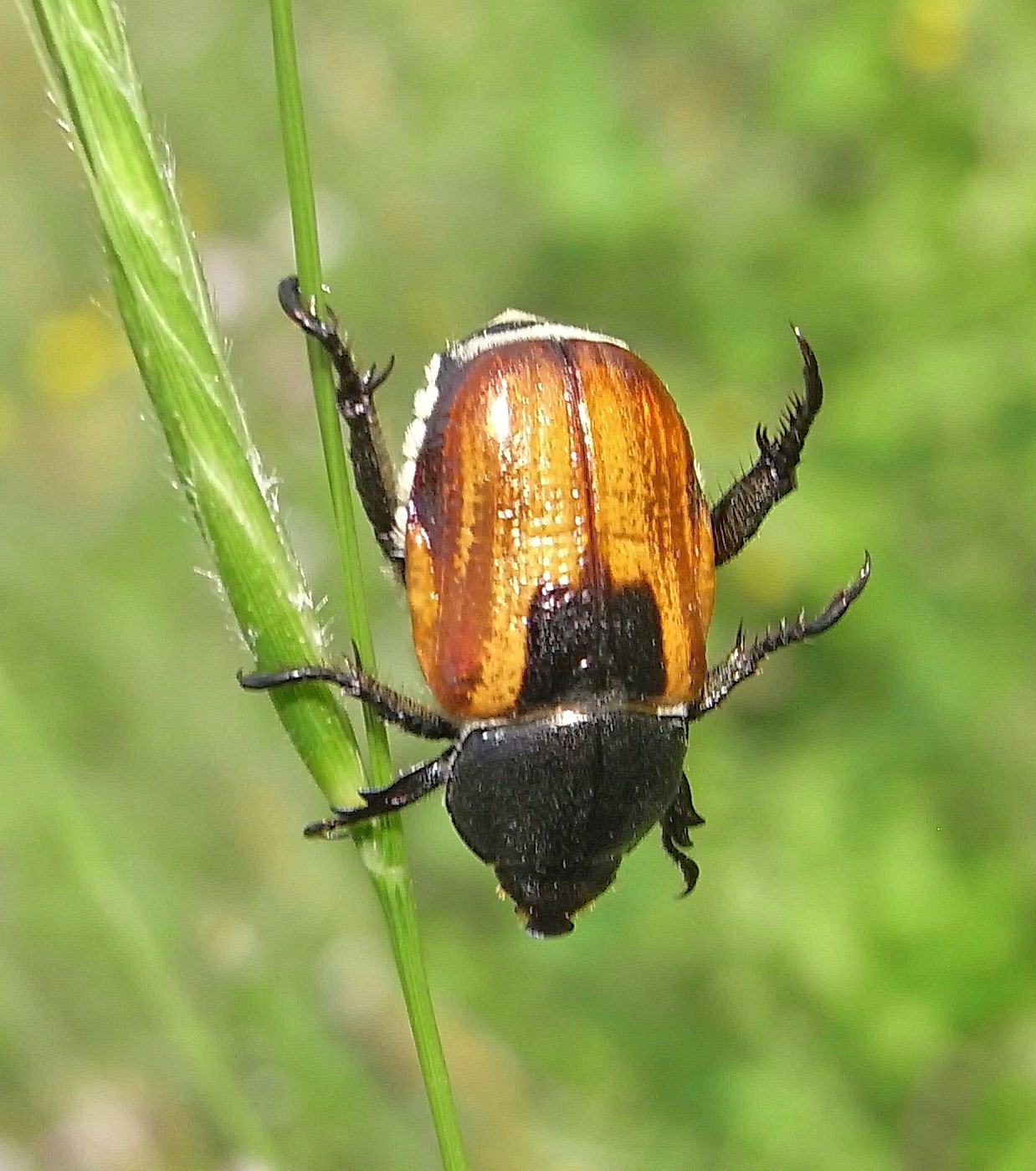
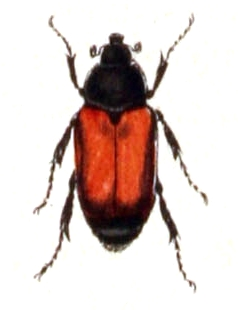